# Krími tatár nyelv
A krími tatár  (krími tatárul Qırımtatarca/qırımtatar tili, régi cirill írással Къырымтатарджа/кырымтатар тили) az altaji nyelvcsaládba, azon belül a török nyelvek északnyugati ágába tartozik, és a tatár nyelv egyik változata.

## Földrajzi elosztás
Elsősorban Ukrajnában élő krími tatárok beszélik a nyelvet (többnyire a Krími félszigeten). Ezen kívül Üzbegisztánban, Törökországban, Romániában, Finnországban, Litvániában, Amerikai Egyesült Államokban, Nyugat-Európában, Lengyelországban, Fehéroroszországban is előforduló nyelv. Beszélőinek száma 500 000 és 2 000 000 között lehet.

## Írás
A krími tatárt ma latin betűkkel írják, de 1928-ig az arab betűket használták, majd 1992-ig áttértek a cirill írásra.